# الجنازة (فلم)
الجنازة (بالإنجليزية: The Funeral) هو فيلم جريمة درامي أمريكي لعام 1996. وهو من إخراج أبل فيرارا وبطولة كريستوفر واكن وكريس بن، وأنابيلا سيورا وإيزابيلا روسيليني.

## روابط خارجية
- مقالات تستعمل روابط فنية بلا صلة مع ويكي بيانات